# ENTSO-G
Європейська мережа операторів систем передачі газу (ENTSOG) -- асоціація операторів європейських операторів системи передачі (TSOs), створена 1 грудня 2009 року 31-м оператором із 21 європейської країни. Ініційована прийняттям Європейським Союзом третього пакету законодавчих актів щодо ринків газу та електроенергії. Організація спрямована на сприяння транскордонній торгівлі газом на внутрішньому європейському ринку, а також розвитку європейської мережі транспортування природного газу. Відповідно до третього енергетичного пакету, ENTSOG зобов’язаний розробити десятирічний план розвитку газової мережі для всього ЄС.

## Учасники
На початку 2022 року у ENTSOG перебували 45 операторів та 2 асоційовані партнери із 26 країн та 6 операторів-спостережників із країн, що входять до ЄС .
| Країна          | НРО |
| --------------- | --- |
| Австрія         | Gas Connect Austria, TAG |
| Бельгія         | Fluxys |
| Болгарія        | Bulgartransgaz |
| Хорватія        | Plinacro |
| Чехія           | NET4GAS |
| Данія           | Energinet.dk |
| Фінляндія       | Gasgrid Finland |
| Франція         | GRTgaz, Teréga |
| Німеччина       | Торговий центр Європи (bayernets, Fluxys Tenp, GASCADE Gastransport, Gastransport Nord, Gasunie Deutschland Transport Services/Gasunie Ostseeanbindungsleitung, GRTgaz Deutschland, terranets bw, Thyssengas, NEL Gastransport, Nowega, Ontras Gastransport GmbH, Open Grid Europe) |
| Греція          | DESFA |
| Угорщина        | FGSZ Naturel Gas Transmission |
| Ірландія        | Gas Networks Ireland |
| Італія          | Infrastrutture Trasporto Gas, Snam Rete Gas, Società Gasdotti Italia |
| Литва           | Amber Grid |
| Люксембург      | Creos Luxembourg |
| Нідерланди      | Gasunie Transport Services, BBL Company |
| Польща          | Gaz-System |
| Португалія      | REN - Gasodutos |
| Румунія         | Transgaz |
| Словаччина      | eustream |
| Словенія        | PLINOVODI |
| Іспанія         | Enagás, Reganosa |
| Швеція          | Swedegas |
| Велика Британія | GNI (UK) Limited, Interconnector (UK) Limited, National Grid, Premier Transmission Limited |

| Країна  | НРО-асоційовані партнери |
| ------- | ------------------------ |
| Естонія | Elering                  |
| Латвія  | Conexus Baltic Grid      |

| Країна                | НРО-спостережники |
| --------------------- | ----------------- |
| Албанія               | Albgaz            |
| Македонія             | GA-MA AD          |
| Молдова               | Moldovatransgaz   |
| Норвегія              | Gassco            |
| Швейцарія             | Swissgas          |
| Україна               | Нафтогаз          |
| Боснія та Герцоговина | BH-Gas            |

## Див також
- Енергетичне співтовариство
- ENTSO-E